# Yazd
Yazd este un oraș din Iran.